# Forever Autumn
Forever Autumn är en sång komponerad av Jeff Wayne med text av Gary Osborne och Paul Vigrass. Den är mest känd som kärleksmelodin ur Jeff Wayne's Musical Version of The War of the Worlds.

## Versionen med Vigrass and Osborne
Själva melodin skrevs 1969 som en jingel till en reklamfilm för Lego, då framförd av duon Vigrass and Osborne. Dessa skrev sen en text till melodin, gav ut den på singel 1972. Låten blev ingen större hit, förutom i Japan, där den sålde i mer än 100 000 exemplar och nådde andraplatsen på den japanska hitlistan.

## Versionen med Justin Hayward
Den mest kända inspelningen är den från skivan Jeff Wayne's Musical Version of The War of the Worlds som kom 1978. Där framförs den av Justin Hayward. Det är den enda melodi på det albumet som inte är nyskriven. Haywards insjungning släpptes också på singel (1978) och blev en stor hit, med bland annat en femteplats på brittiska hitlistan.